# Nicolas Léonard Sadi Carnot
Nicolas Léonard Sadi Carnot (francés: /nikɔla leɔnaʁ sadi kaʁno/; París, 1 de junio de 1796 - 24 de agosto de 1832), normalmente llamado Sadi Carnot, fue un  ingeniero francés  pionero en el estudio de la termodinámica.
Se le reconoce hoy como el fundador o padre de la Termodinámica. 
Fue tío de Marie François Sadi Carnot, quien años después llegaría a ser presidente de la República Francesa.

## Semblanza

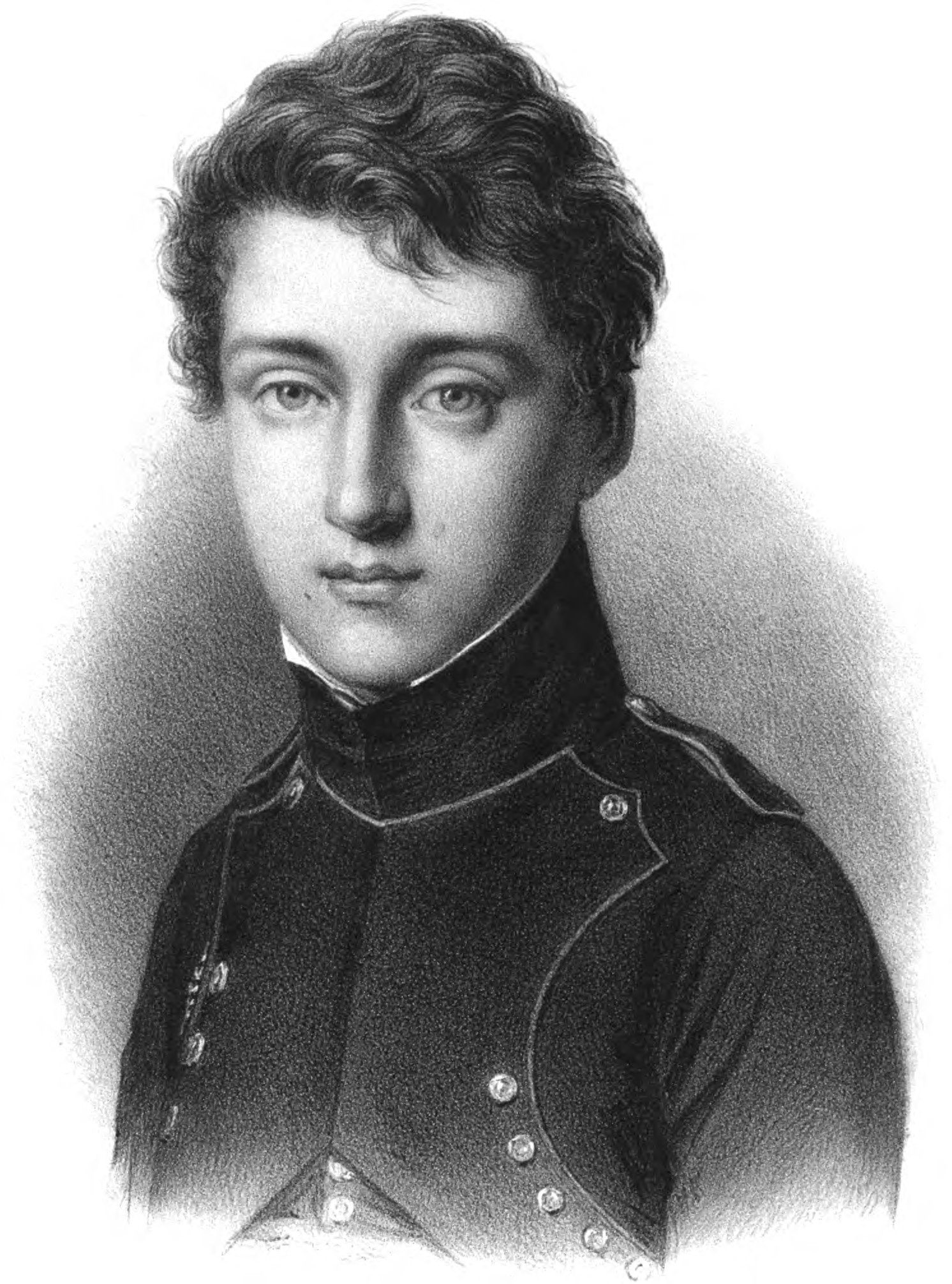
Sadi Carnot con el uniforme de la Politécnica. Grabado a partir del retrato de Boilly publicado en la nueva edición de Reflexiones en 1878, y con frecuencia reproducida.

Era hijo de Lazare Carnot, conocido como el Gran Carnot, y tío de Marie François Sadi Carnot, que llegó a ser presidente de la República Francesa.
Licenciado en la Escuela Politécnica, en 1824 publicó su obra maestra: «Reflexiones sobre la potencia motriz del fuego y sobre las máquinas adecuadas para desarrollar esta potencia», donde expuso las ideas que darían forma al segundo principio de la termodinámica. Estos trabajos, poco comprendidos por parte de sus contemporáneos, fueron más tarde conocidos en Alemania por Rudolf Clausius (que fue quien los difundió) y por William Thomson (Lord Kelvin) en el Reino Unido. Como reconocimiento a las aportaciones del primero, el principio de Carnot se rebautizó como principio de Carnot-Clausius. Este principio permite determinar el máximo rendimiento de una máquina térmica en función de las temperaturas de su fuente caliente y de su fuente fría. Cuando Luis XVIII envió a Carnot a Inglaterra para investigar el elevado rendimiento de sus máquinas de vapor, se dio cuenta de que la creencia generalizada de elevar la temperatura lo más posible para obtener el vapor mejoraba el funcionamiento de las máquinas. Poco después descubrió una relación entre las temperaturas del foco caliente y frío y el rendimiento de la máquina. Como corolario se obtiene que ninguna máquina real alcanza el rendimiento teórico de Carnot (obtenido siguiendo el ciclo de Carnot), que es el máximo posible para ese intervalo de temperaturas. Toda máquina que sigue este ciclo de Carnot es conocida como máquina de Carnot.
Sadi Carnot no publicó nada después de 1824 y es probable que él mismo creyera haber fracasado, él mismo se refería como un simple «constructor de motores de vapor» sin embargo su pensamiento es original, único en la historia de la ciencia moderna, pues a diferencia de lo que le sucede a muchos otros científicos, no se apoya en nada anterior y abre un amplio campo a la investigación. Ese libro, ignorado hasta entonces por la comunidad científica de la época, fue rescatado del olvido por el ingeniero ferroviario Émile Clapeyron, que contribuyó con su nueva representación gráfica a hacer más fácil y comprensible la teoría de Carnot. A partir de entonces influyó de manera definitiva en Clausius y Thomson, quienes formularon de una manera matemática las bases de la termodinámica.
Sadi Carnot se retiró del ejército francés en 1828 y con su patrimonio pudo llevar una vida tranquila necesaria para su pobre estado de salud mental, dedicándose a sus estudios de motores de vapor y como un asiduo lector de clásicos franceses como Blaise Pascal, Molière y Jean de La Fontaine.
Murió en 1832 víctima de una epidemia de cólera que asoló París en el hospital de Ivry-sur-Seine y sus funerales civiles se llevaron a cabo en condiciones de anonimato.

## Árbol genealógico de los hermanos
|               |               |                      |                      |                      |                      |                          |                      |               |               |                         |                         |                         |                         |                         |                         |                     |                     |                     |                     |                     |                     |  |  |  |  |  |  |  |  |
|               |               |                      |                      |                      |                      |                          |                      |               |               |                         |                         |                         |                         |                         |                         |                     |                     |                     |                     |                     |                     |  |  |  |  |  |  |  |  |
| Joseph Carnot | Joseph Carnot | Joseph Carnot        | Joseph Carnot        | Joseph Carnot        | Joseph Carnot        |                          |                      | Lazare Carnot | Lazare Carnot | Lazare Carnot           | Lazare Carnot           | Lazare Carnot           | Lazare Carnot           |                         |                         | Claude-Marie Carnot | Claude-Marie Carnot | Claude-Marie Carnot | Claude-Marie Carnot | Claude-Marie Carnot | Claude-Marie Carnot |  |  |  |  |  |  |  |  |
| Joseph Carnot | Joseph Carnot | Joseph Carnot        | Joseph Carnot        | Joseph Carnot        | Joseph Carnot        |                          |                      | Lazare Carnot | Lazare Carnot | Lazare Carnot           | Lazare Carnot           | Lazare Carnot           | Lazare Carnot           |                         |                         | Claude-Marie Carnot | Claude-Marie Carnot | Claude-Marie Carnot | Claude-Marie Carnot | Claude-Marie Carnot | Claude-Marie Carnot |  |  |  |  |  |  |  |  |
|               |               |                      |                      |                      |                      |                          |                      |               |               |                         |                         |                         |                         |                         |                         |                     |                     |                     |                     |                     |                     |  |  |  |  |  |  |  |  |
|               |               | Sadi Carnot (físico) | Sadi Carnot (físico) | Sadi Carnot (físico) | Sadi Carnot (físico) | Sadi Carnot (físico)     | Sadi Carnot (físico) |               |               | Lazare Hippolyte Carnot | Lazare Hippolyte Carnot | Lazare Hippolyte Carnot | Lazare Hippolyte Carnot | Lazare Hippolyte Carnot | Lazare Hippolyte Carnot |                     |                     |                     |                     |                     |                     |  |  |  |  |  |  |  |  |
|               |               | Sadi Carnot (físico) | Sadi Carnot (físico) | Sadi Carnot (físico) | Sadi Carnot (físico) | Sadi Carnot (físico)     | Sadi Carnot (físico) |               |               | Lazare Hippolyte Carnot | Lazare Hippolyte Carnot | Lazare Hippolyte Carnot | Lazare Hippolyte Carnot | Lazare Hippolyte Carnot | Lazare Hippolyte Carnot |                     |                     |                     |                     |                     |                     |  |  |  |  |  |  |  |  |
|               |               |                      |                      |                      |                      | Sadi Carnot (Presidente) |                      |               |               |                         |                         |                         |                         |                         |                         |                     |                     |                     |                     |                     |                     |  |  |  |  |  |  |  |  |

## Obra
- Réflexions sur la puissance motrice du feu et sur les machines propres à déveloper cette puissance, ed. Bachelier, París, 1824.
- Reflexiones sobre la potencia motriz del fuego, ed. J. Ordóñez, Madrid, Alianza Editorial, 1987.

### Comentario sobre la obra

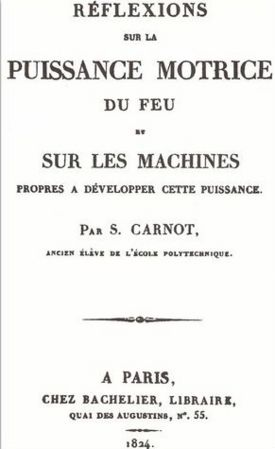
Portada de la obra.

La obra, que consta de 118 páginas y tiene cinco figuras, fue publicado por el autor por A-J-e Guiraudet Saint-Amé (x 1811) con la mención de la casa de Bachelier y en 600 ejemplares . A pesar de la claridad de su estilo, la serie de razonamientos delicados expuestos por el autor es difícil de seguir porque él deliberadamente renunció a utilizar en el texto el lenguaje algebraico, relegándolo a algunas notas a pie de página. Cuando el autor tenía la intención de introducir nuevos conceptos, usaba el vocabulario de los físicos contemporáneos de su tiempo: "ley", "fuerza en movimiento" y no usa los términos "ciclos adiabáticos" o "Transformación reversible", aunque si apela a las nociones que designan. Es conveniente distinguir cuatro partes en el libro de Sadi Carnot y, si el texto no incluye una división, el autor sigue un plan muy asertivo, mientras oculta sus transiciones mediante breves oraciones de enlace, según los usos de retórica de la época.

## Dudas sobre su obra posterior
Queda en el aire la pregunta: ¿por qué Sadi Carnot no publicó nada entre los ocho años que separan la publicación de las Reflexiones hasta la fecha de su muerte? Incluso si se pueden presentar varias explicaciones, la razón más probable es que ya no tenía confianza en sus teorías y que no habría podido encontrar una nueva teoría del calor. Con la teoría del calórico (Teoría calórica), Sadi Carnot se enfrentó a un obstáculo muy importante.
Entre sus escritos póstumos se ha conservado un manuscrito titulado búsqueda de una fórmula propiamente dicha para representar la potencia motora del vapor de agua , escrito entre noviembre de 1819 y marzo de 1827 pero probablemente después de las "Reflexiones". En este manuscrito, dibujó el Primer Principio de la Termodinámica, tratando de especificar el vínculo entre el trabajo y el calor. Esta nota finalmente se publicó en 1878, es decir, demasiado tarde para poder influir en el desarrollo de la ciencia, por parte de su hermano Hippolyte Carnot, en un volumen publicado en homenaje a su hermano en el que insertó una "Nota biográfica sobre Sadi Carnot". Sin duda, es sin duda en la primavera de 1832 que Sadi descubre el principio de equivalencia y que refleja en breves notas, las conclusiones de una larga memoria, destruida por Hippolyte. Estas notas, también publicadas en 1878, indican que había rechazado la teoría del calórico que aún impregnaba su ensayo de 1824, y sobre los cuales ya había emitido dudas en las Reflexiones.  Parece que había admitido que el calor no es más que "potencia motora" (diríamos hoy energía), proponiendo con diez años de antelación a Julius Robert von Mayer un valor numérico del equivalente mecánico del calor con un error de cerca del 2 % del valor real y lo obtuvo con más rigor científico.

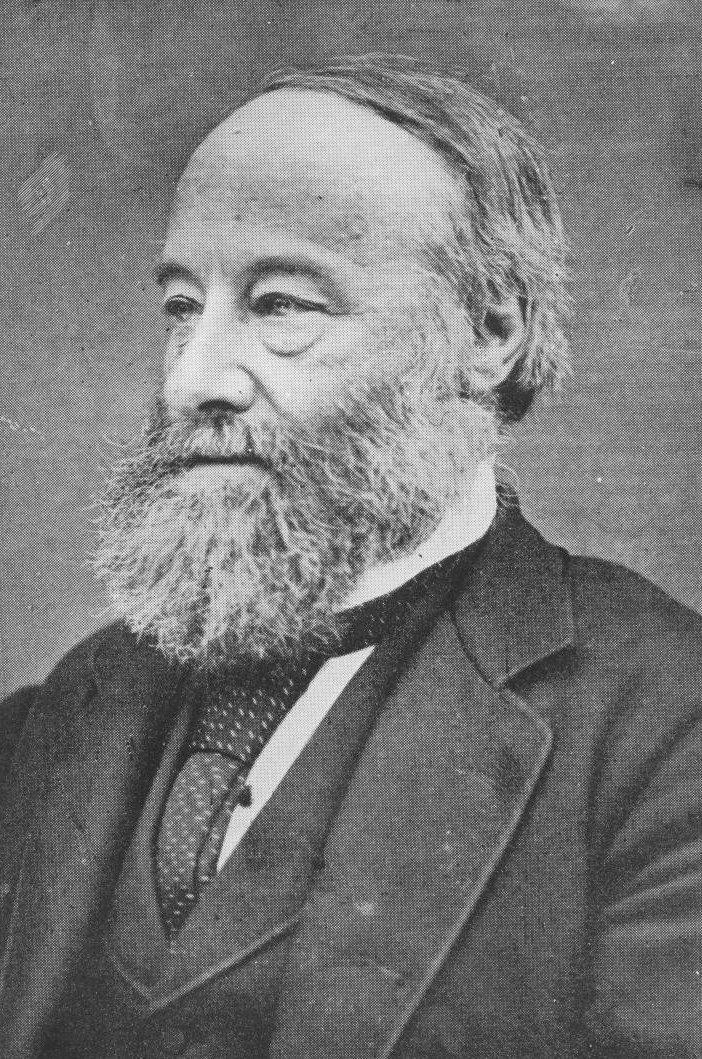
James Prescott Joule.

Para validar sus avances, había esbozado experiencias detalladas, que diríamos hoy a entalpía constante, y similares a las de Benjamin Thompson. Pero a diferencia de este, tenía la intención de medir el trabajo proporcionado y el calor producido, al tiempo que varía los materiales utilizados. En este sentido, esperaba que encontrara firmemente un "equivalente mecánico constante del calor" y que hubiera tenido el mismo valor para todas las experiencias. Sadi Carnot también planeaba ensayos usando gases y líquidos para calcular el equivalente mecánico del calor.
Es difícil saber si hubiese podido haber hecho estas experiencias satisfactoriamente. La historia de la termodinámica aún tenía que progresar antes de llegar a la teoría completa, por lo que apenas se puede estimar las dificultades que tendría que haber superado.
También hubiese tenido que convencer en particular al gran cuerpo de químicos y todos los que investigaban la electricidad: todos estaban profundamente apegados a la teoría calórica. Finalmente, hay que esperar hasta a James Prescott Joule para ver la teoría dinámica del calor finalmente formulada. Siete años aún separan su primera publicación (1843) y la publicación de Rudolf Clausius que puso de acuerdo a la teoría del calor dinámico (Joule) y las teorías de Sadi Carnot.
Finalmente, es probable que Sadi Carnot muriese creyendo que había fallado, cuando simplemente fundó una rama de la vasta y fundamental ciencia de la termodinámica, con estructuras complejas, y que vincula la física], la química, la biología e incluso la cosmología.

## Influencia
Para D.S.L Cardwell, el libro de Sadi Carnot, aunque mucho menos conocido que De revolutionibus orbium coelestium' de Copérnico, tiene una importancia comparable en la historia de la ciencia moderna porque permitió, en un caso particularmente raro, sentar las bases de una disciplina totalmente nueva: la termodinámica.
Sin embargo, la obra de Carnot tiene una dimensión original. Copérnico trabajaba en una disciplina claramente definida y reconocida; podía apoyarse en un patrimonio de reflexiones y observaciones acumuladas durante dos milenios (las efemérides astronómicas). Sadi Carnot, en cambio, tuvo que hacer una "síntesis" entre diferentes disciplinas científicas y técnicas. Para ello, tuvo que seleccionar los datos a estudiar, construir teorías a partir de conceptos, leyes y principios extraídos de las ciencias del calor y la mecánica, que aún estaban separadas, de tecnologías en pleno desarrollo como el vapor o ya más consolidadas como la hidráulica, pero que también estaban aún desconectadas. Además, sólo él vio la necesidad de esta nueva ciencia en 1824, tanto por sus aplicaciones prácticas como por razones más fundamentales.

### La revolución carnotiana

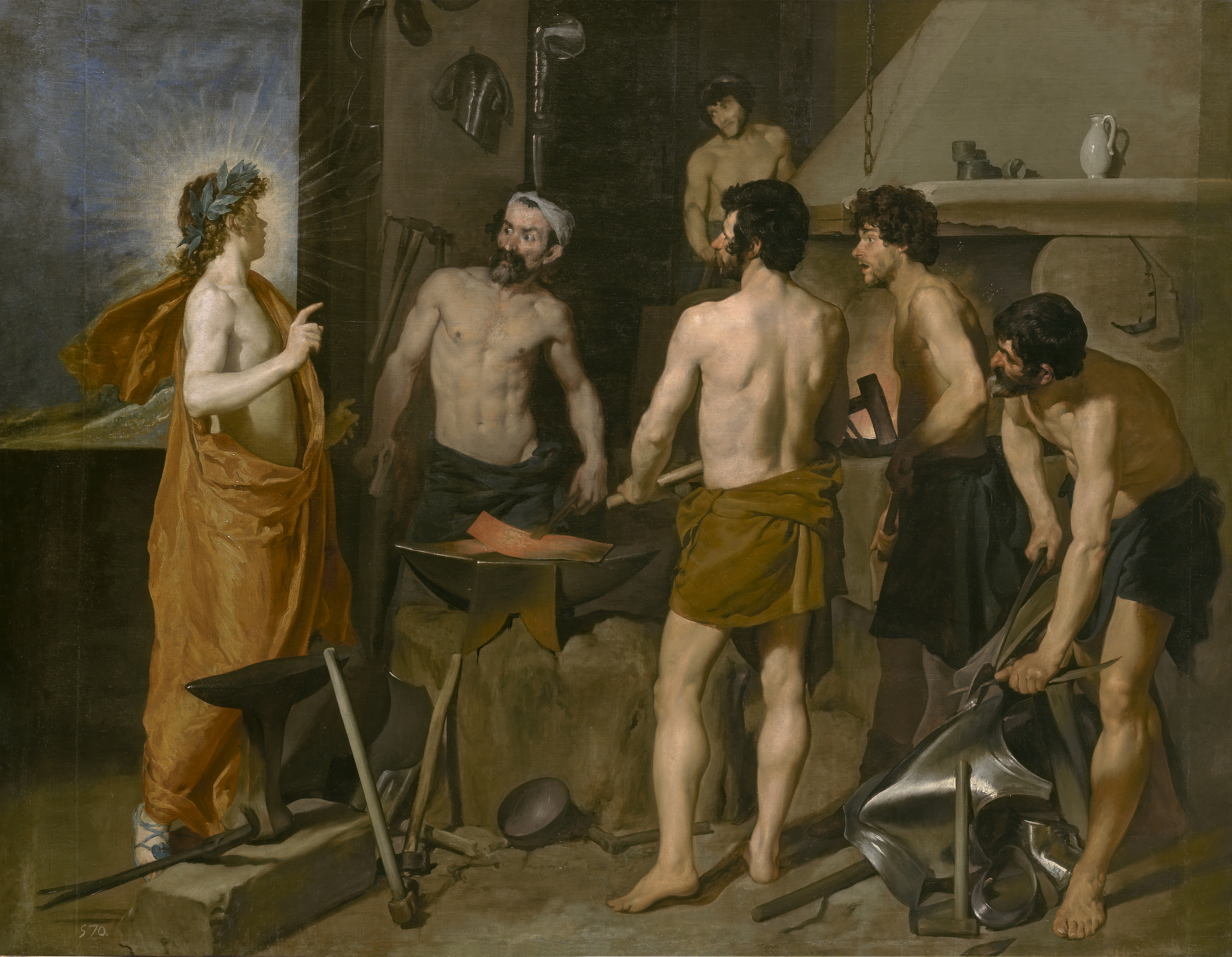
La Fragua de Vulcano de Diego Velázquez.
Vulcano es el dios del fuego, pero también el más laborioso y el más industrioso de todos los habitantes del Monte Olimpo.

Desde un punto de vista más general, el trabajo de Sadi Carnot marcó el comienzo de lo que el filósofo e historiador Jacques Grinevald llama la "Revolución Carnotiana" y que nos hace cambiar a una "Sociedad termoindustrial" con un uso masivo de la energía fósil ( carbón y después petróleo). Ahora el "poder de fuego" permite el advenimiento de nuevas máquinas, construidas alrededor de un "motor", y que constituye una bifurcación en la historia de la herramienta. Permite que el desalojo de la fuerza impulsora del hombre, animal, elementos naturales habituales, como el viento y el agua, le dan sentido a la antigua representación colectiva de criaturas animadas que va de Hefesto a Auguste Villiers de L'Isle-Adam un escritor que inspiró el simbolismo. Al mismo tiempo, esta "potencia motora del fuego" distenderá el vínculo milenario entre la técnica y el entorno geográfico inmediato, con el desarrollo sin precedentes de redes y flujos y la concentración geográfica de equipos que se hace posible por la deslocalización de esta potencia.

### Posteridad
Sadi Carnot descubrió las dos leyes en las que recae toda la ciencia de la energía a pesar de los obstáculos que parecían insuperables. Dio una medida del poder excepcional de su intuición al afirmar sus leyes cuando los hechos estaban en un número insuficiente, su precisión aproximada y especialmente cuando el progreso de la ciencia naciente se vio obstaculizado por la teoría errónea del calórico indestructible.
Intuitivamente decidió que la máquina de vapor se parecía al viejo motor hidráulico de los molinos de agua, que produce energía dejando caer agua desde un nivel alto a un nivel inferior, que la máquina de vapor producía energía al caer el calor desde la alta temperatura de la caldera a la más inferior del condensador. Percibió que esta diferencia de temperatura era un fenómeno claro, pero que la caída en el calor en sí lo era mucho menos, y tuvo cuidado en su ley para desempeñar el papel esencial en la caída de la temperatura. Diríamos hoy que adivinó que había una diferencia entre la formación de calor como forma de energía y el calor que caía como el agua del molino. Sabemos que costó 40 años después de su libro definir la entropía a partir de la cantidad de calor como el equivalente del agua del molino y admiramos que evitó este delicado problema y finalmente fue el primero que rechazó la Teoría calórica.
Con su alcance universal, su trabajo es probablemente un caso único en la historia de la ciencia moderna y, en este sentido, Carnot fue sin duda uno de los pensadores más penetrantes y originales que nuestra civilización ha producido.
Para algunos, permanecerá como un meteoro en la historia de la ciencia, una figura admirable. "La muerte de los grandes hombres deja tantos lamentos como esperanzas inéditas".

## Honores
- En 1970, la Unión astronómica internacional dio el nombre del físico francés al cráter lunar Carnot.[18]
- El asteroide (12289) Carnot también conmemora su nombre.[19]